# 이규정 (배우)
이규정 (1991년 5월 11일 ~ )은 대한민국의 배우이다.

## 출연작

### 영화
- 2014년 《고양이 장례식》 - 수진 역
- 2015년 《퇴마: 무녀굴》 - 유리 역
- 2016년 《해어화》 - 삼패학생 1 역
- 2016년 《아가씨》 - 하녀 1 역
- 2020년 《스윈들러》 - 윤희 역

### 드라마
- 2016년 MBC 주말드라마 《가화만사성》 - 안초롱 역
- 2016년 네이버 TV 웹드라마 지금이 《첫사랑인 것처럼》 - 이지연 역
- 2016년 MBC 수목드라마 《역도 요정 김복주》 - 방운기의 아내 역
- 2017년 MBC 일일연속극 《행복을 주는 사람》 - 이소정 / 임은아 역
- 2017년 MBC 주말드라마 《밥상 차리는 남자》 - 정수미 역
- 2018년 MBC 주말드라마 《내사랑 치유기》 - 젊은 허송주 역
- 2019년 JTBC 월화드라마 《바람이 분다》 - 김나은 역

### 광고
- 풀무원 엑티비아
- 풀무원 바른 먹거리 캠페인
- KT
- SKT
- 농림축산식품부 쌀 공익광고
- 삼성화재 다이렉트 애니카
- 페브리즈